# ピアノ協奏曲第1番 (モーツァルト)
ピアノ協奏曲第1番 ヘ長調 K. 37 は、ヴォルフガング・アマデウス・モーツァルトが編曲した最初のピアノ協奏曲。他者の作品の編曲である。

## 概要

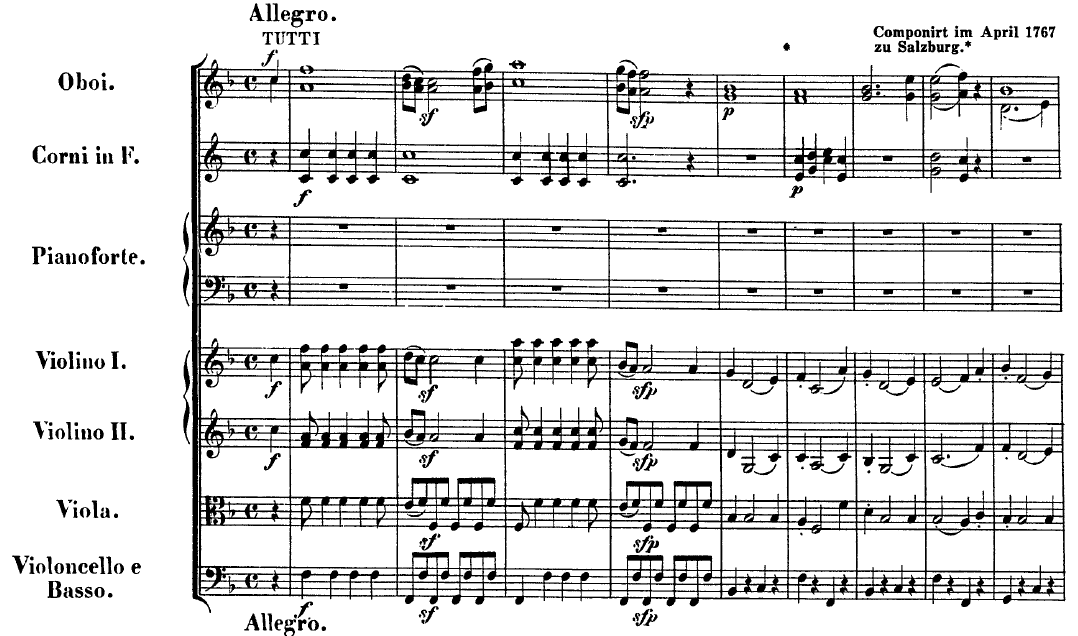
Allegro

1767年に、当時11歳のモーツァルトは4月から7月にかけて4曲のピアノ協奏曲（クラヴィーア、ないしチェンバロ協奏曲）を作曲した。この第1番は同年の4月にザルツブルクで作曲されたものだが、この4曲のピアノ協奏曲は研究によって他者の作品の編曲であることが判明し、この第1番の第1楽章はヘルマン・フリードリヒ・ラウパッハの『ヴァイオリンソナタ ヘ長調 作品1-5』、第3楽章はレオンツィ・ホーナウアーの『クラヴィーアソナタ ヘ長調 作品2-3』の編曲であった。第2楽章の作者は不明だが、モーツァルト自作の説もある。
楽譜の大部分は父のレオポルトの手になり、恐らくレオポルトの協力があったものと考えられている。手稿譜は他の3曲を含めてクラクフのヤギェウォ大学に所蔵されている。

## 楽器編成
独奏ピアノ、オーボエ2、ホルン2、ヴァイオリン2部、ヴィオラ、バス（なおモーツァルトはチェロとコントラバスを明確には区別していないがこれは当時の慣例）

## 構成
全3楽章構成。演奏時間は約16分。第2、第3楽章の終わりにカデンツァの指定がある。
- 第1楽章 アレグロ
ヘ長調、4分の4拍子、ソナタ形式。
- 第2楽章 アンダンテ
ハ長調、4分の3拍子。
- 第3楽章 （アレグロ）
ヘ長調、4分の3拍子、ロンド形式。